# Российско-сан-маринские отношения
Российско-сан-маринские отношения — дипломатические отношения между Россией и Сан-Марино.
Россия и Сан-Марино — два европейских государства, являющиеся полноправными членами ООН, ЮНЕСКО и др.

## История отношений в датах
- 1915 год — Австро-Венгрия разрывает дипломатические отношения с Сан-Марино и признаёт его как вражескую страну[1]. Россия и Сан-Марино становятся союзниками по антигерманской коалиции в войне против Центральных держав[2].
- 20 сентября 1979 года — соглашение о сотрудничестве в области культуры и образования между СССР и Сан-Марино.
- 20 сентября 1979 года — соглашение на поставку 90 тысяч тонн сырой нефти.
- 30 сентября 1993 года — установление дипломатических отношений между Россией и Сан-Марино (двусторонние отношения между СССР и Сан-Марино не устанавливались).
- 19 февраля 2002 года — переговоры Министра иностранных дел России Игоря Сергеевича Иванова с Государственным секретарём по иностранным делам Республики Сан-Марино Габриэле Гатти.
- 30 сентября 2003 года — десятая годовщина установления между Российской Федерацией и Республикой Сан-Марино полноформатных отношений на уровне послов; обмен поздравительными посланиями между Министром иностранных дел Российской Федерации Игорем Сергеевичем Ивановым и Государственным секретарем по иностранным делам Республики Сан-Марино Фиоренцио Стольфи.
- 12-16 июля 2006 года — «Дни России в Сан-Марино»
- 3 декабря 2021 года между странами подписано соглашение о безвизовом режиме.

## Переговоры в Москве (2002 г.)
Выступление Министра иностранных дел России И. С. Иванова по итогам переговоров с Государственным секретарём по иностранным делам Республики Сан-Марино Г.Гатти в Москве 19 февраля 2002 года

Прежде всего я хотел бы приветствовать в Москве моего коллегу Государственного секретаря по иностранным делам Республики Сан-Марино г-на Г.Гатти. Мы обсудили состояние двусторонних отношений и подписали межправительственный Протокол о сотрудничестве в области культуры, образования, спорта, туризма и торгово-экономической деятельности.
Контакты между нашими странами и гражданами расширяются. Мы заинтересованы в создании для этого самых благоприятных условий. С этой целью в Москве будет учреждено почётное генеральное консульство Республики Сан-Марино. В ходе переговоров обсуждались вопросы, связанные с подготовкой двусторонних документов, которые создавали бы благоприятные условия для сотрудничества между представителями нашего бизнеса.
Мы начали обмен мнениями по актуальным международным проблемам. Россия и Сан-Марино взаимодействуют в рамках международных организаций, прежде всего ООН, ОБСЕ, Совета Европы. Заинтересованы в том, чтобы диалог по ключевым проблемам международной и европейской жизни был постоянным и активным. Наши страны выступают за укрепление роли ООН и международных региональных организаций. Считаем, что использование многосторонних механизмов повышает эффективность борьбы с угрозами и вызовами, с которыми сталкиваются наши страны, независимо от того, являются ли они крупными, средними или небольшими.

Мы условились проводить активные консультации между министерствами иностранных дел России и Сан-Марино.— МИД РФ

В ходе переговоров были предметно рассмотрены перспективы дальнейшего развития двусторонних связей, в том числе в области культуры, туризма, а также экономического сотрудничества, особенно в сфере малого и среднего предпринимательства. С обеих сторон отмечена важность подписанного главами внешнеполитических ведомств двух стран в ходе визита Г.Гатти в Москву Протокола между Правительством Российской Федерации и Правительством Республики Сан-Марино о сотрудничестве в области культуры, образования, спорта, туризма и торгово-экономической деятельности. По обоюдному мнению, этот документ предоставит новые возможности для дальнейшего развития российско-сан-маринских отношений в самых различных областях.
И. С. Иванов и Г.Гатти обсудили также ряд актуальных проблем мировой политики, включая вопросы борьбы с терроризмом, европейского сотрудничества и взаимодействия России и Сан-Марино в ООН и других международных организациях.
По завершении переговоров Министру иностранных дел Российской Федерации И. С. Иванову была вручена высшая награда Сан-Марино — орден Св. Агаты за существенный вклад в развитие российско-сан-маринских отношений.

## Посол России
В настоящее время посол России в Италии является по совместительству послом и в Сан-Марино.

## Список послов Российской Федерации в Сан-Марино
Послы от России: (послами по совместительству назначаются послы в Италии)
1. Кеняйкин, Валерий Федорович (11 декабря 1993 г., № 2128 — 9 октября 1997 г., № 1110)
2. Спасский, Николай Николаевич (14 ноября 1997 г., № 1221 — 16 декабря 2003 г., № 1490)
3. Мешков, Алексей Юрьевич (с 27 февраля 2004 г., № 272)